# Darázs (Marvel Comics)
A Darázs, valódi nevén Janet van Dyne egy kitalált szereplő, szuperhős a Marvel Comics képregényeiben. A szereplőt Stan Lee és Jack Kirby alkotta meg. Első megjelenése a Tales to Astonish 44. számában, 1963 júniusában volt, mint dr. Henry Pym, a Hangya nevű szuperhős társa.